# Translation (biologi)

En animering av translations-processen. Det protein som bildas kommer i denna film ut ur ribosomen upptill.

Translation är den process i cellerna där ribosomerna använder mRNA för att bygga protein.
Efter att DNA har transkriberats till mRNA, transporteras mRNA till en ribosom utanför cellkärnan. Ribosomen sätter sig runt mRNA och läser av kvävebaserna tre och tre (dessa tripletter kallas kodon). Avläsningen går till så att en aminosyrabärande tRNA-molekyl (med rätt passform till den triplett som läses av) matas in i ribosomen, släpper sin aminosyra och matas ut ur ribosomen. Sedan kommer nästa tRNA och släpper sin aminosyra som fästes på den förra aminosyran. På så sätt byggs en aminosyrekedja upp som till slut, efter translationen, resulterar i ett protein (som är en aminosyrekedja).